# راکپورت (ماساچوست)
راکپورت (به انگلیسی: Rockport) شهرکی در شهرستان اسکس ایالت ماساچوست می‌باشد که در سال ۱۸۴۰ بنیان‌گذاری شده‌است. این شهرک در سرشماری سال ۲۰۱۰ میلادی، ۶٬۹۵۲ نفر جمعیت داشته‌است.